# Andromeda (chanson)
Pour les articles homonymes, voir Andromeda.
Singles par Gorillaz
Ascension
(23 mars 2017) Let Me Out
(6 avril 2017)
Andromeda est une chanson du groupe virtuel britannique Gorillaz, avec le rappeur américain DRAM, la chanson est sortie le 23 mars 2017. Elle est sortie comme quatrième single de leur cinquième album studio Humanz. Elle a été nommée pour la catégorie Best Dance Recording aux Grammy Awards 2018.